# Ludvika köping
Denna artikel handlar om den tidigare kommunen Ludvika köping. För orten se Ludvika, för dagens kommun, se Ludvika kommun.
Ludvika köping var en tidigare köping i Kopparbergs län.

## Administrativ historik
Den 18 oktober 1901 inrättades Ludvika municipalsamhälle i Ludvika landskommun. Detta bröts ut den 1 januari 1915 för att bilda en egen kommun, Ludvika köping.
1919 erhöll köpingen stadsrättigheter och ombildades till Ludvika stad.
Köpingen tillhörde Ludvika församling.

## Befolkningsutveckling
1915 hade köpingen 2 991 invånare, vilket hade ökat till 3 737 när Ludvika blev stad 1919.